# North Coast Brewing Company
North Coast Brewing Company är ett amerikanskt mikrobryggeri och pub beläget i Fort Bragg, Kalifornien.

## Historik
North Coast Brewing Company grundades 1988.  Mark Ruedrich är företagets president och bryggmästare.  1994 förvärvade man rättigheterna till Acme öl. För närvarande är man exklusiv öl och huvudsponsor för Monterey Jazz Festival, SFJazz, Mendocino Music Festival och Oregon Jazz Party. År 2012 var North Coast den 42:a största producenten av hantverksöl i USA på volymbas.